# Manson Ier d'Amalfi
Manson Ier (ou parfois « Manson III », † 1004) fut duc d’Amalfi (979–1004) et prince de Salerne (981–983). Fils du duc Sergius Ier, il fut le plus puissant prince d’Amalfi, sur laquelle il régna pendant un demi-siècle.

## Biographie
Lorsque son père Sergius, descendant du comte Muscus, accéda au trône d’Amalfi en 958, il s’associa immédiatement son jeune fils Manson. En 966, Manson lui succédait à la couronne ducale. On lui accorda même le titre byzantin de patrice. Il exprima d’emblée ses ambitions sur la Principauté citérieure. En 982, il associait son propre fils Jean à l’administration du duché.
En 973, Manson Ier conspira avec Landolf de Conza et Marinus II de Naples pour déposer Gisolf Ier de Salerne. Ce dernier fut remplacé l’année suivante par Pandulf Tête de Fer. En 981, Manson profita du jeune âge de Pandolf II de Salerne pour envahir cette principauté et chasser le prince héritier. L’empereur Othon II, qui avait rallié l’Italie méridionale pour y soumettre les Byzantins et les Sarrasins, cherchait alors des alliés : il accorda à Manson la protection impériale. La défaite de l’empereur au cap Colonne, où Pandolf trouva la mort, confirma la mainmise de Manson Ier sur Salerne. Manson associe son fils Jean Ier au gouvernement, mais les Amalfitains s’avérèrent tyranniques et défiants. En 983, les deux coprinces sont renversés par le peuple, qui établit comme souverain le « Comte du palais » de Pandolf II: Jean Lambert.
Chassé de Salerne, Manson évita tout autant Amalfi, où son frère Adelferius avait soulevé l’opposition contre lui. Et bien que Manson parvînt à reprendre possession du duché en 986, il semble qu’Adelfer et ses autres frères, Adémar et Léon, lui disputent la corégence sur la principauté jusqu’en 998. Manson n’en continue pas moins à gouverner Amalfi jusqu’à sa mort. Il fit édifier la cathédrale de l’Apôtre Saint-André et sut convaincre le pape Jean XV d’ériger le diocèse d’Amalfi en archevêché (987). Son fils lui succède au trône ducal.

## Union et postérité
Manson et son épouse anonyme laissent six enfants:
- Jean II d'Amalfi
- Marinus (mort après octobre 1011/23 avril 1033]).
- Sergius (mort après novembre 1008). d Oct 1090[2155].
- Manson (mort après novembre 1021).
- Landolf (mort après novembre 1008)
- une fille dont le nom se termine par ....carda (vers [982/87]-[1004/09],inhumée à Bénévent). connue par son épitaphe ---carda…Landulfi…uxor proles Mansonis…ducis épouse de Landolf V de Bénévent, fils de Pandolf II de Bénévent prince de Capoue.